# Арбор, Эл
Алджер Джозеф (Эл) Арбор (англ. Alger Joseph 'Al' Arbour; 1 ноября 1932, Садбери, Онтарио, Канада — 28 августа 2015, Сарасота, Флорида, США) — канадский хоккеист и хоккейный тренер. Как игрок — обладатель трёх Кубков Стэнли с командами «Чикаго Блэкхокс» и «Торонто Мейпл Лифс», первый капитан команды «Сент-Луис Блюз». Как тренер — обладатель одного из наивысших среди тренеров НХЛ числа побед, четырёхкратный (подряд) обладатель Кубка Стэнли с клубом «Нью-Йорк Айлендерс». Член Зала хоккейной славы с 1996 года, обладатель Приза Джека Адамса (1979) и Приза Лестера Патрика (1992).

## Игровая карьера

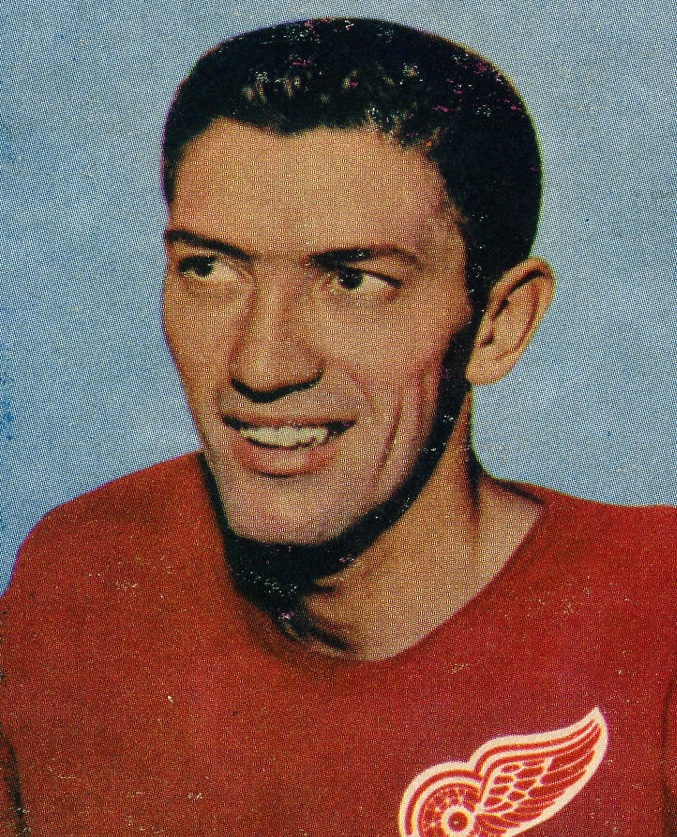
Арбор в форме «Детройт Ред Уингз», 1957 год

Эл Арбор, получивший в годы игровой карьеры прозвище «Радар» за то, что выходил на лёд в очках, родился и вырос в Онтарио. Свои юношеские годы он провёл в клубе «Уинсор Спитфайрз», выступавшем в молодёжной Хоккейной лиге Онтарио (ОХЛ), а в сезоне 1952/53 выиграл чемпионат младшей профессиональной Западной хоккейной лиги с командой «Эдмонтон Флайерз». После этого Арбор, права на которого с семнадцатилетнего возраста принадлежали клубу НХЛ «Детройт Ред Уингз», наконец попал в самую престижную профессиональную хоккейную лигу, в регулярном сезоне 1953/54 сыграв за «Красные крылья» 36 матчей. Хотя он не участвовал в плей-офф, его имя вместе с именами остальных одноклубников было выгравировано на Кубке Стэнли, который в этом сезоне завоевал «Детройт».
После этого, в условиях, когда в рядах «Детройта» выступали многие высококлассные защитники, Арбор почти два года провёл в «Эдмонтон Флайерз», дожидаясь своего часа, и в сезоне 1954/55 был включён во вторую сборную ЗХЛ. В «Детройте» ему удалось вернуться только к плей-офф сезона 1955/56, и лишь в сезоне 1957/58 он закрепился в основном составе клуба, однако уже по окончании этого сезона его приобрела на внутреннем драфте команда «Чикаго Блэкхокс». В составе «Чикаго» Арбор провёл три сезона, в последнем из них завоевав Кубок Стэнли.
Вслед за чемпионским сезоном с «Чикаго» Арбора приобрели на внутреннем драфте «Торонто Мейпл Лифс». В первый же сезон с «Кленовыми листьями» он вновь завоевал Кубок Стэнли, а затем повторил этот успех в 1964 году. В этот период Арбор проводил много времени в фарм-клубе «Торонто» «Рочестер Американс», выступавшем в АХЛ, что стало причиной того, что его имя не включено в состав «Мейпл Лифс», завоевавший Кубок Стэнли в 1963 году. На уровне АХЛ, однако, он был одним из лучших: в 1963, 1964 и 1966 годах его включали в состав первой сборной всех звёзд этой лиги, а в 1965 году признали лучшим защитником АХЛ. С «Рочестером» Арбор дважды — в 1965 и 1966 годах — завоёвывал Кубок Колдера, главный трофей АХЛ.
После расширения НХЛ до 12 команд перед сезоном 1967/68 «Мейпл Лифс» не стали продлевать контракт с Арбором и его, как свободного агента, приобрёл новый клуб «Сент-Луис Блюз». Арбор стал первым капитаном этой команды в НХЛ. В «Сент-Луисе» оказались с самого начала собраны многочисленные звёзды НХЛ на исходе карьеры, и в итоге команда в свои первые сезоны трижды выходила в финал Кубка Стэнли, хотя завоевать его так и не сумела.
В 1970 году тренер «Блюз» Скотти Боумен сделал завершавшему игровую карьеру Арбору предложение занять его место, поскольку сам он планировал подняться в иерархии команды на ступеньку выше, став её генеральным менеджером. До февраля 1971 года Арбор исполнял обязанности тренера, но затем Боумен вернулся на эту должность. По окончании этого сезона Арбор завершил игровую карьеру, за которую провёл в НХЛ больше 600 игр в 14 сезонах.

### Игровая статистика
| Легенда | Легенда                    | Легенда | Легенда                   | Легенда | Легенда    |
| ------- | -------------------------- | ------- | ------------------------- | ------- | ---------- |
| И       | Количество проведённых игр | Штр     | Штрафное время            | +/−     | Плюс-минус |
| Г       | Голы                       | П       | Голевые передачи          | О       | Очки       |
| -       | Статистика неизвестна      | —       | Статистика не учитывалась |         |            |

## Тренерская карьера
Сразу же по окончании игровой карьеры Арбору, всё ещё связанному контрактом с «Сент-Луисом», предложили занять должность помощника генерального менеджера команды. К Рождеству «Блюз» уволили второго тренера за полгода (Боумен был уволен после окончания сезона 1970/71, а теперь за ним последовал Билл Маккрири), и Арбор во второй раз занял пост тренера, сумев в конце года вывести клуб в плей-офф. Однако уже в следующем сезоне у него ухудщились отношения с владельцем «Блюз» Сидом Соломоном, и в итоге пути Арбора и «Сент-Луиса» разошлись.
Некоторое время проработав скаутом в команде «Атланта Флэймз», Арбор получил предложение занять тренерскую должность в недавно присоединившемся к НХЛ клубе «Нью-Йорк Айлендерс». Этому способствовало то обстоятельство, что Арбор был знаком с генеральным менеджером «Айлендерс» Биллом Торри по АХЛ. Свой первый сезон в НХЛ нью-йоркский клуб провалил, выиграв только 12 матчей и пропустив 347 шайб; первый год с Арбором команда закончила с 19 победами, пропустив на 100 шайб меньше, а в сезоне 1974/75 уже выиграла 33 игры и дошла до полуфинала Кубка Стэнли, где в семи играх уступила будущим обладателям трофея «Филадельфия Флайерз».
В каждом из четырёх следующих сезонов «Айлендерс» набирали больше, чем по 100 очков, хотя Кубок Стэнли им завоевать никак не удавалось. В сезоне 1977/78 Арбор привёл свой клуб к первому общему месту в регулярном сезоне и в полуфинал конференции, где «Айлендерс» уступили соперникам из Торонто. На следующий год на пути к победе встал другой нью-йоркский клуб — «Рейнджерс». Однако в сезоне 1979/80, добавив к молодому составу «Айлендерс» опытного Бутча Горинга, Арбор всё-таки добился успеха и завоевал с командой первый в её истории Кубок Стэнли. Этот сезон стал началом почти беспрецедентной серии «Айлендерс» в Кубке Стэнли, в ходе которой команда завоевала этот трофей четыре раза подряд, в том числе в два последних года — не уступив ни одной игры в финале. Только две команды до «Айлендерс» завоёвывали Кубок Стэнли четыре раза подряд. Победное шествие нью-йоркского клуба прервали в финале 1984 года «Эдмонтон Ойлерз», и к этому моменту команда Арбора выиграла 19 серий плей-офф подряд, установив рекорд НХЛ.
В 1986 году, ещё дважды побывав с «Айлендерс» в плей-офф, Арбор объявил о завершении тренерской карьеры, заняв место в администрации клуба. Но два с половиной года спустя его уговорили снова вернуться на пост тренера, хотя к этому моменту от звёздного состава начала 80-х годов мало что осталось. Лучшим результатом «Айлендерс» во второй период с Арбором, продолжавшийся до 1994 года, был выход в полуфинал Кубка Стэнли в сезоне 1992/93 после победы над действующими обладателями Кубка «Питтсбург Пингвинз».
Вторично Арбор вышел в отставку, проведя в должности тренера «Айлендерс» 1499 игр — на 487 больше, чем любой тренер до него с одной командой НХЛ. В 2007 году генеральный менеджер клуба Тед Нолан специально пригласил его провести с клубом ещё одну игру, чтобы достичь рубежа в 1500 матчей. Арбор отказывался, объясняя, что не тренировал 15 лет и лично не присутствовал на играх три года, но его удалось уговорить, и 3 ноября 2007 года, через два дня после своего 75-летия, он занял место на скамейке «Айлендерс» в матче против «Пингвинз». Нью-йоркская команда выиграла со счётом 3:2 — это была 782-я победа Арбора в должности тренера (при 578 поражениях в основное время и 248 в дополнительное), что на тот момент делало его вторым тренером за всю историю НХЛ по числу побед. Только в начале 2016 года он был отодвинут на третью позицию в этом списке, когда Джоэль Кенневилль вклинился между ним и уверенно занимающим первое место Скотти Боуменом.
После завершения тренерской карьеры Арбор продолжил работу в администрации «Айлендерс» как вице-президент клуба по хоккейным операциям. В последние годы жизни, проживая в Сарасоте (Флорида), он страдал от болезни Паркинсона и деменции и умер у себя дома в августе 2015 года.

## Признание заслуг
Достижения Эла Арбора на тренерском поприще неоднократно отмечались высшими хоккейными наградами. По итогам сезона 1978/79 он был признан лучшим тренером НХЛ, завоевав Приз Джека Адамса. В 1992 году Арбор был удостоен Приза Лестера Патрика за вклад в развитие хоккея, а в 1996 году его имя было включено в списки Зала хоккейной славы в категории «Строители».